# 聖克魯斯-德特內里費省
聖克魯斯-德特內里費省（西班牙語：Provincia de Santa Cruz de Tenerife）為西班牙加那利群島自治區西部的一個省份。它大約佔有整個群島的一半面積，包括有特內里費島、戈梅拉島、耶羅島、以及拉帕爾馬島。首府為位於特內里費島的聖克魯斯-德特內里費。
拉斯帕爾馬斯省土地面積為3,381平方公里，人口数量为1,007,641（2017年），大約23％的人口居住在首府。總共有54個市镇。特内里费岛既是本省也是整个西班牙人口最多的岛屿，西班牙的最高点也在特内里费岛上（泰德峰：3718米）。
之前本省的汽车牌照号码的前两个字母为“TF”（取自特内里费的名字Tenerife）。但现今采用跟西班牙本土相同的编号系统。

## 历史
该省是在1927年成立的，当时的加那利省（首府为聖克魯斯-德特內里費）划分为两个省份：拉斯帕尔马斯省和圣克鲁斯-德特内里费省。

## 国家公园
该省有三个西班牙的国家公园，比任何其它省份都多：拉帕尔马岛上的塔武连特山国家公园、戈梅拉岛上的加拉霍奈国家公园、特内里费岛上的泰德国家公园。泰德国家公园环绕着西班牙最高峰及活火山泰德峰。

## 图集

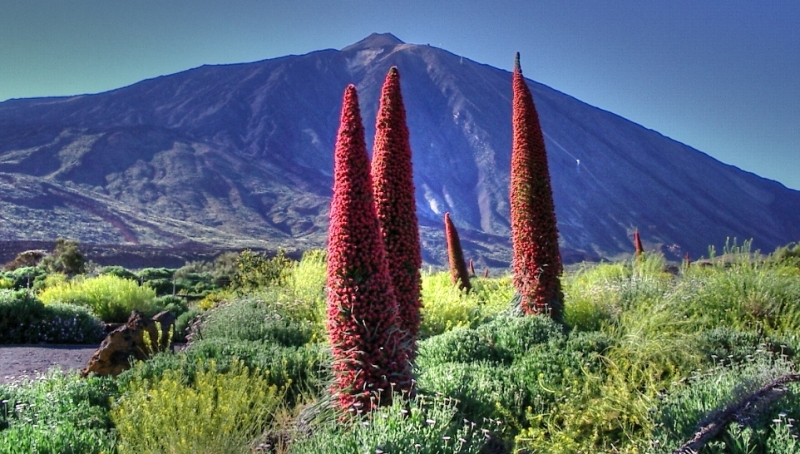
泰德峰
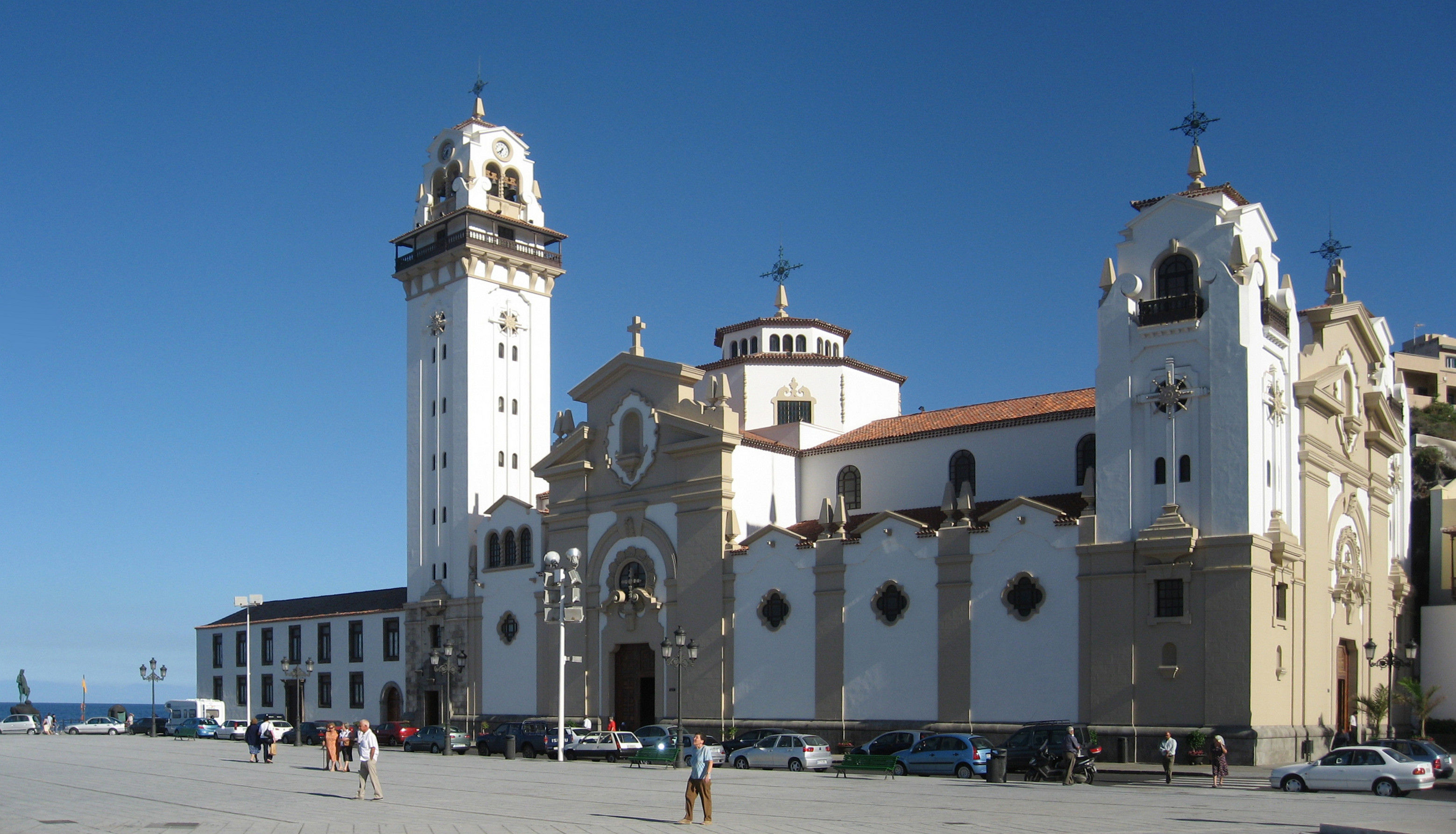
坎德拉里亚圣殿
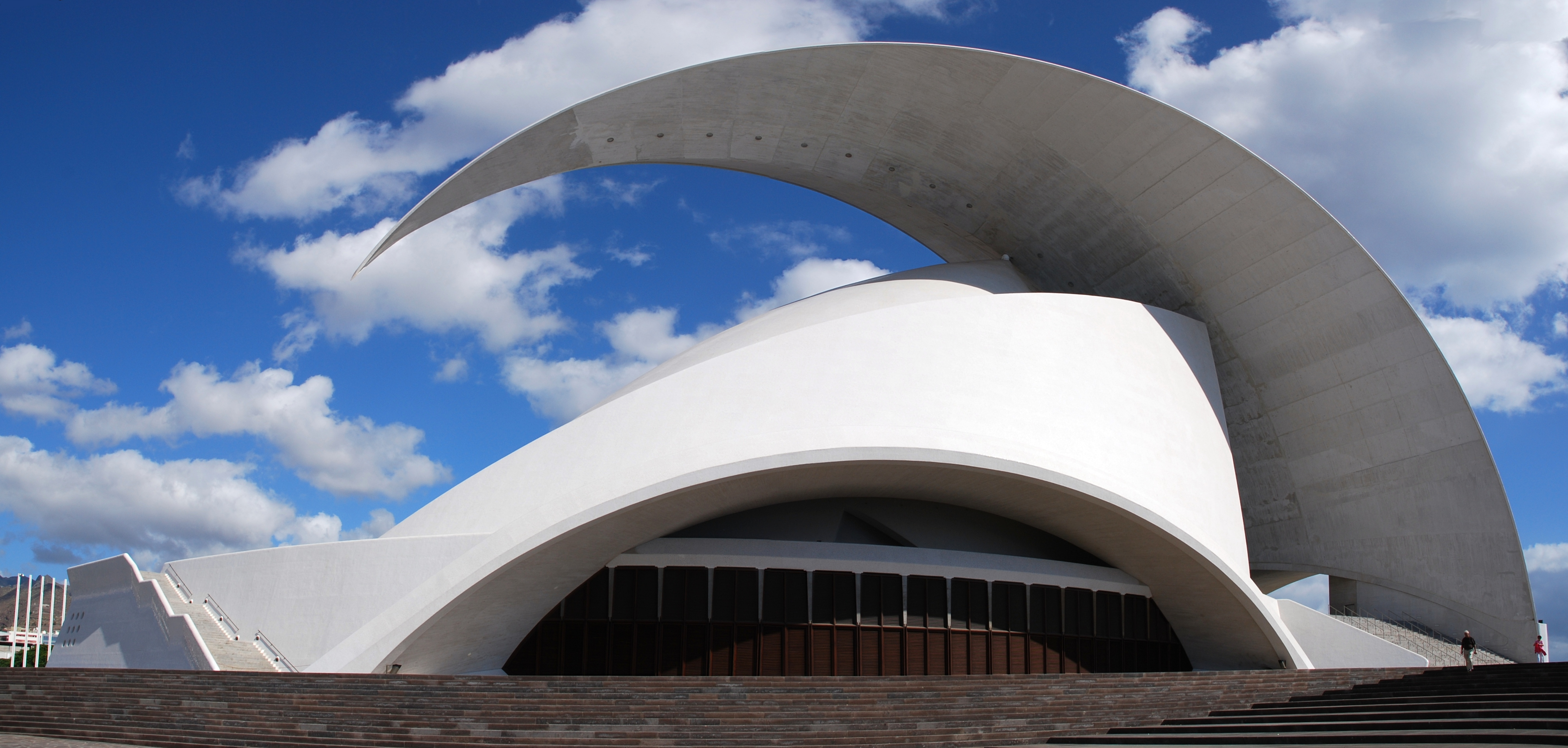
特内里费礼堂
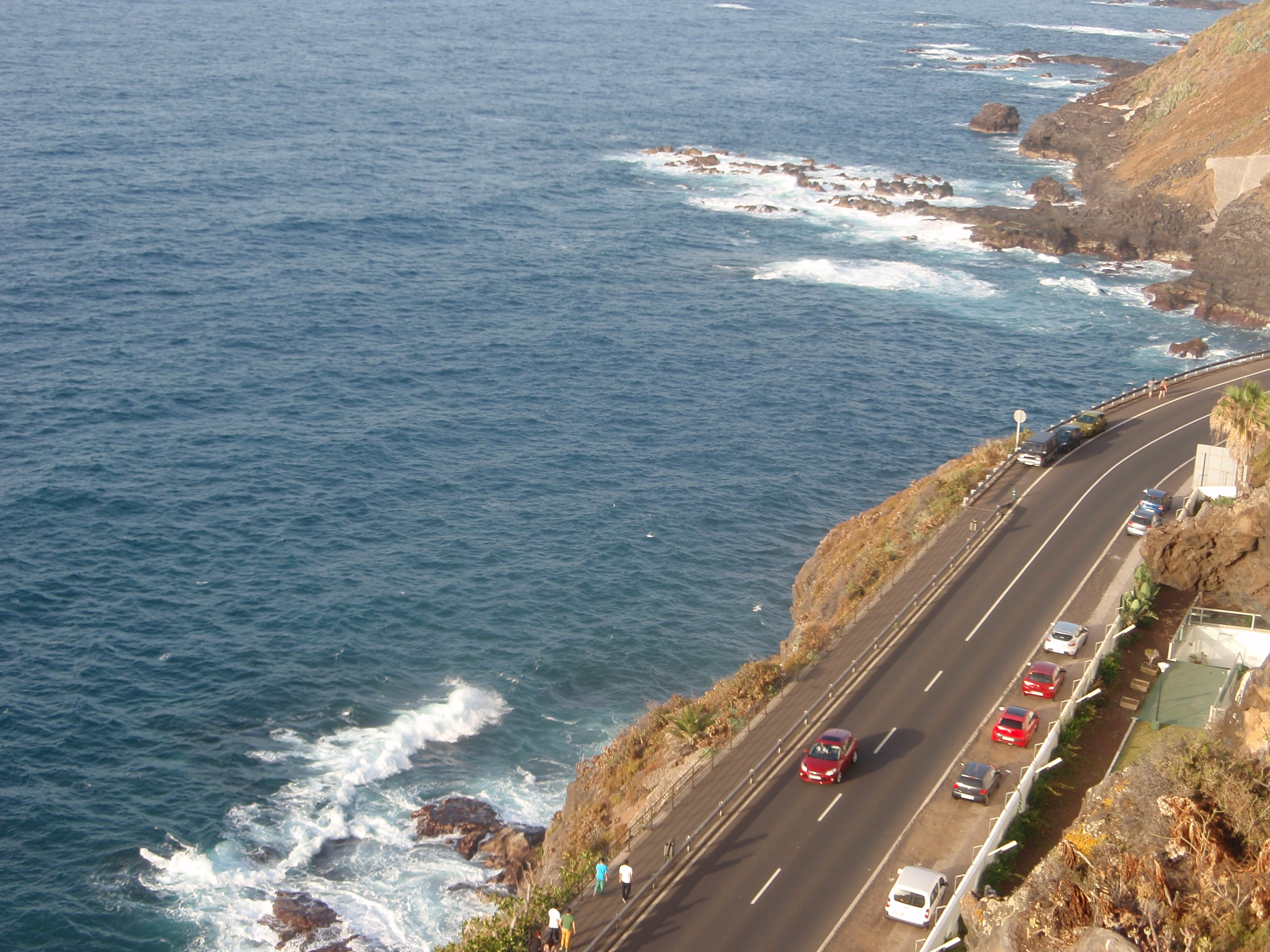
克鲁斯港的海岸线